# Clemensia albida
Clemensia albida är en fjärilsart som beskrevs av Walker 1866. Clemensia albida ingår i släktet Clemensia och familjen björnspinnare. Inga underarter finns listade i Catalogue of Life.